# Tirat Karmel
Tirat Karmel (Hebreeuws: טירת כרמל, Arabisch:  طيرة الكرمل) is een Israëlische stad gelegen in het district Haifa. De stad ligt in het kustgebied Sjaron, op enkele kilometers ten zuiden van Haifa aan de voet van het Karmelgebergte. In 2016 had Tirat Karmel een inwonertal van 20.313.

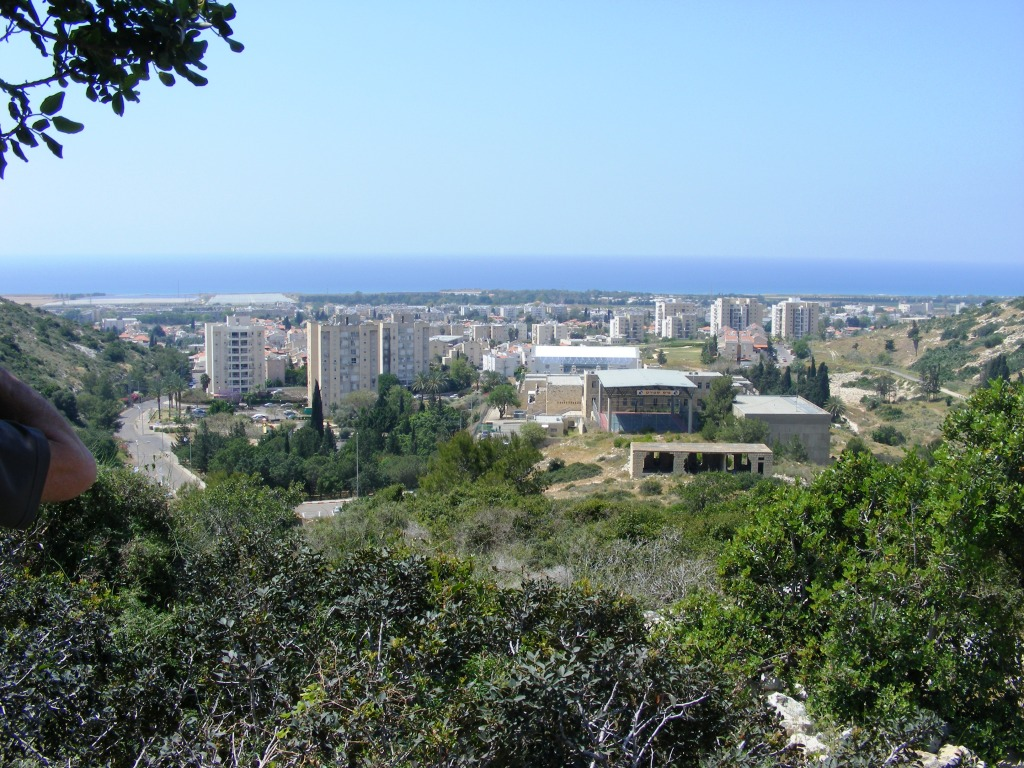
Zicht op Tirat Karmel

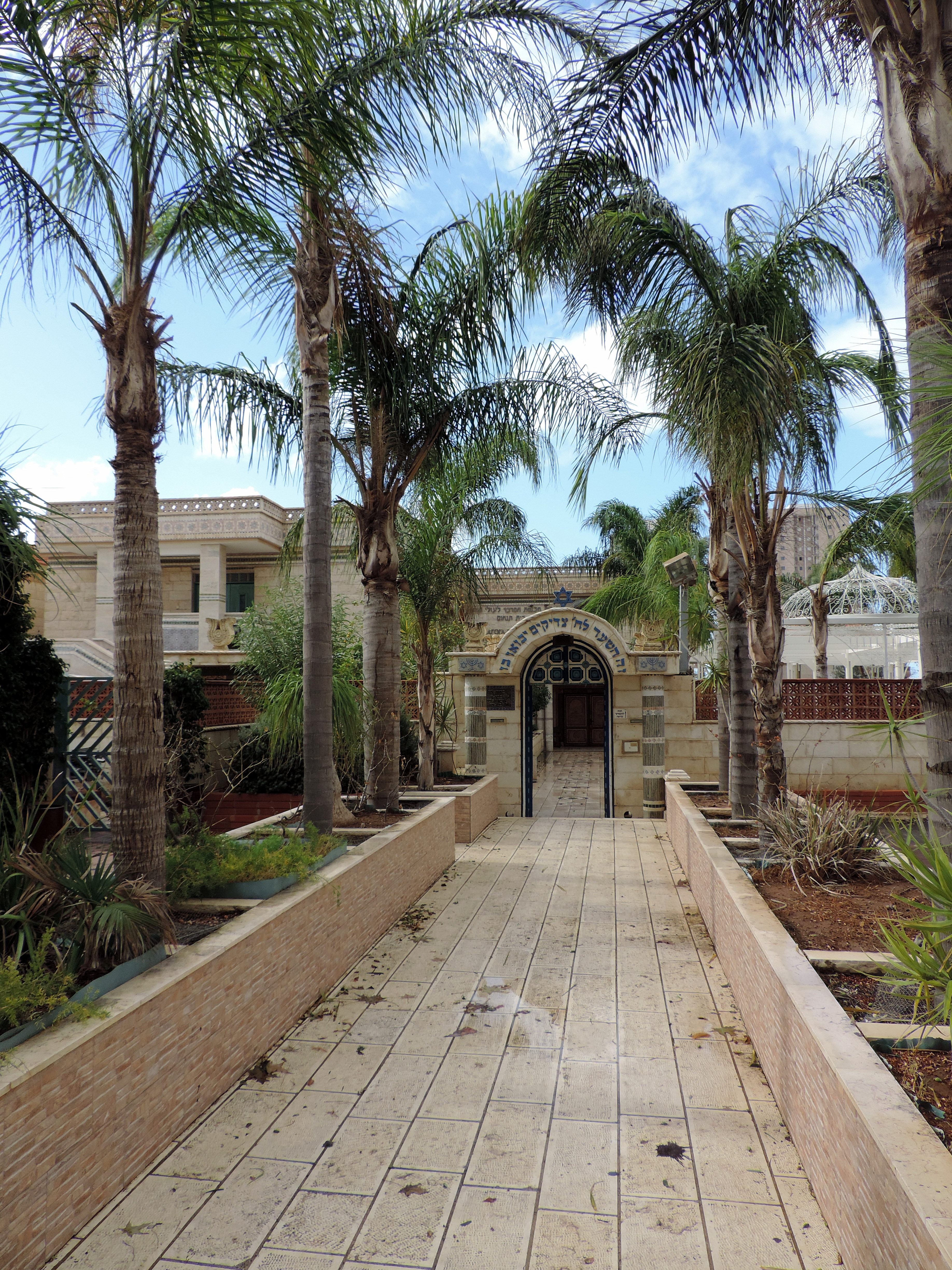
Ingang van de Beit-Tanchumsynagoge in Tirat Karmel

## Geschiedenis
Oorspronkelijk lag ter plaatse van Tirat Karmel het Arabische dorp al-Tira, met een grotendeels islamitische bevolking. Al-Tira kreeg op 12 december 1947 een bombardement te verwerken door Irgun met 13 doden en 11 gewonden als gevolg. Tussen 23 april en 3 mei werden de vrouwen en kinderen door de Britten met bussen weggevoerd naar "veiliger" oorden. Op 16 juli 1948 werd het ten slotte tijdens de Arabisch-Israëlische Oorlog van 1948 aangevallen, ingenomen en (op school en twee huizen na) verwoest door speciale Israëlische troepen. 25 verdedigers sneuvelden.
In 1949 werd Tirat Karmel opgericht als ma'abara voor Joodse inwijkelingen. In 1992 verkreeg de plaats de status van stad.

## Geboren
- Gene Simmons, zanger
- Sharon Gal, politicus en journalist
- Reuven Atar, voormalig voetballer